# Terremoto

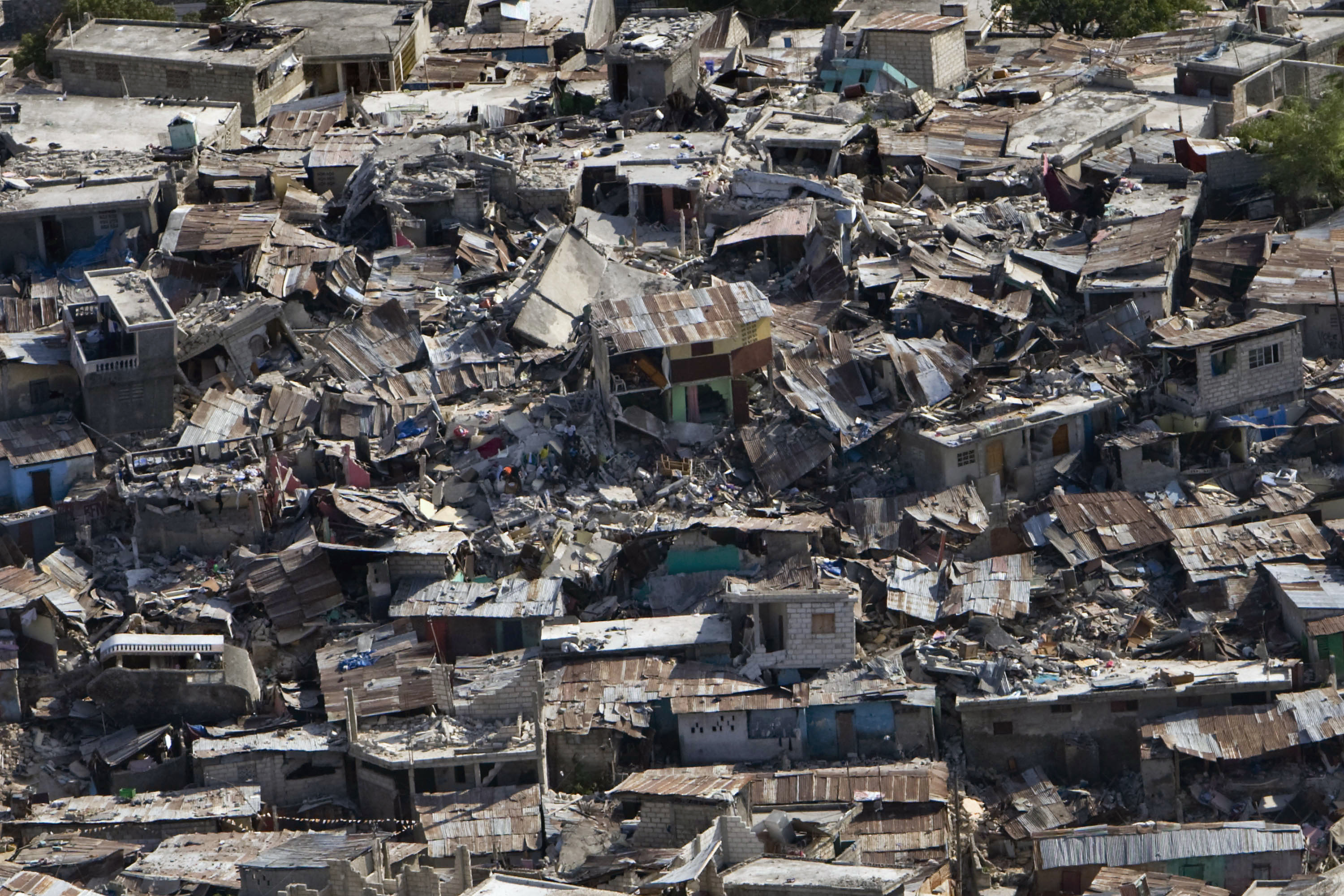
Casas destruidas en Puerto Príncipe por el terremoto de Haití de 2010, que provocó más de 100.000 muertes. Haití a día de hoy no se ha recuperado de la catastrófe.

Un terremoto (del latín terraemōtus, a partir de terra, 'tierra', y motus, 'movimiento'), también llamado sismo o seísmo en España (del francés séisme, derivado del griego σεισμός [seismós]), temblor de tierra o movimiento telúrico, es la sacudida brusca y pasajera de la corteza terrestre. Los más comunes se producen por actividad de fallas geológicas. También pueden ocurrir por otras causas, como por ejemplo: fricción en el borde de placas tectónicas, procesos volcánicos, impactos de asteroides o de cualquier objeto celeste de gran tamaño, o incluso pueden ser producidos por el ser humano al realizar detonaciones nucleares subterráneas.
El punto de origen de un terremoto se denomina foco o hipocentro, a partir de allí se propaga en forma de ondas sísmicas. El punto de la superficie terrestre que se encuentra más cerca del hipocentro, donde alcanzan en primer lugar las ondas sísmicas se llama epicentro. Dependiendo de su magnitud y origen, un terremoto puede causar desplazamientos de la corteza terrestre, corrimientos de tierras, maremotos (o también llamados tsunamis) o actividad volcánica. Para medir la energía que fue liberada por un terremoto se emplean diversas escalas, entre ellas, la escala sismológica de Richter que es la más conocida y utilizada por los medios de comunicación.

## Causas

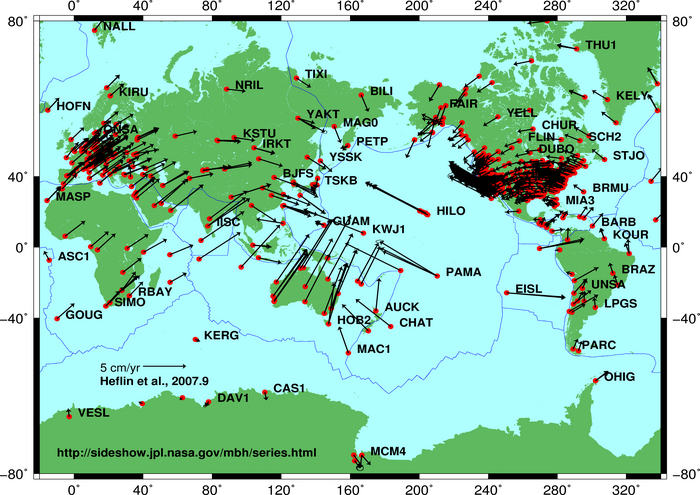
Movimientos de las placas tectónicas globales.

Terremotos (M6.0+) desde 1900 hasta 2017.

La principal causa de los terremotos se encuentra en la liberación de energía de la corteza terrestre acumulada a consecuencia de actividad tectónica, que se origina principalmente en los bordes activos de placas tectónicas.
Los sismos de origen volcánico se asocian al fraccionamiento de la roca debido al movimiento del magma. Estos temblores suelen ser de magnitud menor que los de origen tectónico.
Aunque las actividades tectónicas y volcánicas son las causas principales por las que se generan los terremotos, hay otros factores que pueden originarlos:
- Colapso de techos de cavernas.[5]
- Acumulación de sedimentos por desprendimientos de rocas en las laderas de las montañas.[cita requerida]
- Modificaciones del régimen fluvial.[cita requerida]
- Variaciones bruscas de la presión atmosférica por ciclones.[cita requerida]

Estos fenómenos generan episodios de magnitud baja, que generalmente caen en el rango de microseísmos: temblores detectables solo por sismógrafos.

### Tipos de sismos tectónicos

Tres tipos de fallas:
A. Desgarre
B. Normal
C. Inversa

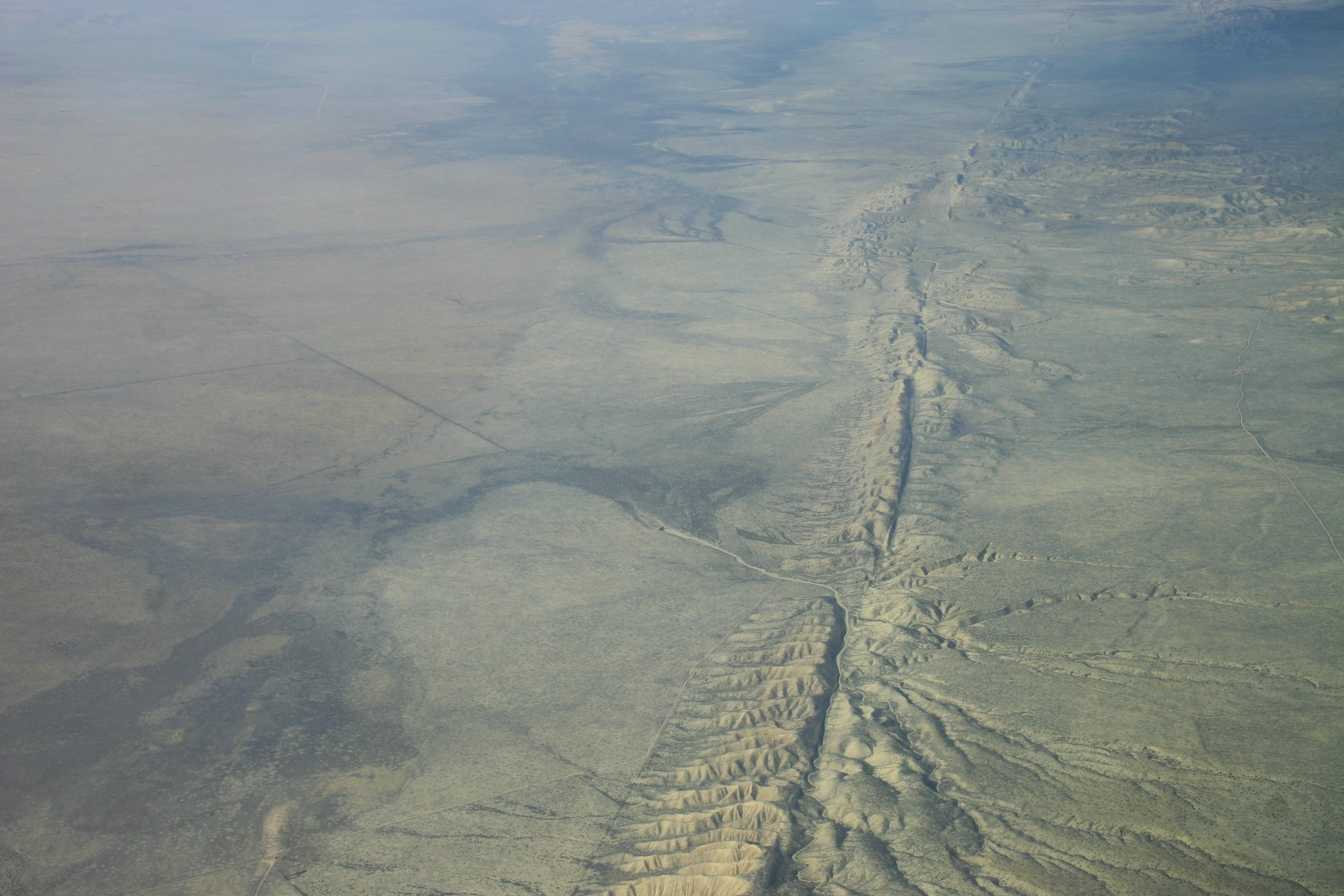
Falla de San Andrés, una de las más importantes zonas sísmicas de la Tierra

Los sismos de origen tectónico pueden clasificarse por el contexto en que ocurren.

#### Interplaca
Se producen cuando el esfuerzo compresivo en una zona de contacto de placas supera al acoplamiento mecánico que traba su movimiento, lo que lleva a un movimiento relativo de las mismas. También se conocen como terremotos de subducción. Se trata de sismos compresionales con mecanismos de falla inversa, cuya magnitud es proporcional al desplazamiento y al área de la zona de desplazamiento. Cuando los eventos de este tipo conllevan desplazamientos verticales del fondo oceánico, muchas veces generan maremotos. El fallamiento puede ser normal (placas divergentes), inverso (placas convergentes) o transcurrente.

#### Intraplaca de profundidades intermedia y elevada
Sismos muy parecidos a los de subducción, pero mucho menos comunes, ya que se producen en el interior de la placa y no en los límites entre placas. Las profundidades de estas fallas van desde cincuenta a cientos de kilómetros, en la zona de Wadati-Benioff. Su poder destructor suele ser similar al de los de subducción.

#### Superficiales o corticales
Se deben a deformaciones producidas a baja profundidad en el interior de una placa continental como consecuencia de la convergencia de placas tectónicas.

#### En el interior de una placa oceánica
Se deben a los esfuerzos y deformaciones a los que se encuentra sometida una placa oceánica. Un caso especial es el esfuerzo de flexión que esta sufre en el punto de inicio de su subducción.

#### Por falla transformante
Se deben al desplazamiento lateral de una placa tectónica con respecto a una placa vecina. En muchos casos se extienden más allá de la zona de contacto propiamente tal, a causa de esfuerzos transmitidos.

#### Efecto de la presión del fluido
Durante un terremoto, se desarrollan altas temperaturas en el plano de la falla que provocan un aumento en la presión del fluido asociado con la vaporización. Este aumento, en la fase cosísmica, puede influir considerablemente en la evolución y velocidad del deslizamiento, además, en la fase post-sísmica puede controlar el fenómeno del aftershock, ya que el aumento de la presión del fluido se propaga lentamente en la red de fractura circundante.

### Terremotos inducidos
Se denomina sismo o terremoto inducido a los sismos o terremotos, normalmente, de magnitud muy baja (temblores), producidos como consecuencia de alguna intervención humana que altera el equilibrio de fuerzas en la corteza terrestre. Entre las principales causas de sismos inducidos se pueden mencionar: la construcción de grandes embalses, el fracturación hidráulica o los ensayos de explosiones nucleares.

#### Embalses
Los embalses, especialmente aquellos de gran capacidad, pueden alterar la actividad tectónica debido a la modificación de la carga, pero las consecuencias no son fáciles de predecir. El proyecto debe tener en cuenta la existencia de fallas o de rocas deformables en el subsuelo, a fin de evitar consecuencias que pongan en peligro la integridad de la presa.[cita requerida]

#### Fracturación hidráulica
Hay evidencia sobre los terremotos inducidos por hidrofracturación: en Oklahoma se registraba una media de un terremoto de magnitud 3 o mayor, pero desde 2008 se ha incrementado esa cifra a más de 40 seísmos de esa magnitud.

#### Explosiones nucleares
La onda de presión de las explosiones nucleares subterráneas se propaga a través del subsuelo y es capaz de desencadenar seísmos a distancia, activando fallas geológicas.

## Localizaciones

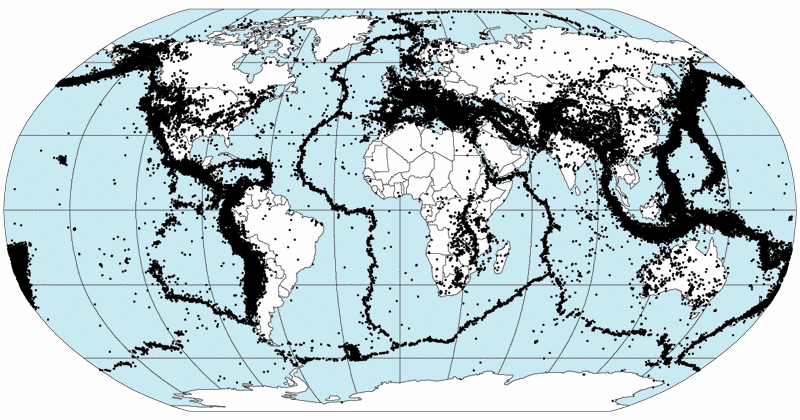
Localización de epicentros de terremotos registrados entre 1963 y 1998 (358 214 seísmos). Los epicentros de los terremotos ocurren principalmente a lo largo de los límites de las placas tectónicas, especialmente en el Anillo de Fuego del Pacífico.

Distribución de las principales placas tectónicas.

Los terremotos tectónicos suelen ocurrir en zonas donde la concentración de fuerzas generadas por los límites de las placas tectónicas da lugar a movimientos de reajuste en el interior y en la superficie de la Tierra. Por este motivo los seísmos de origen tectónico están íntimamente relacionados con la formación y actividad de fallas geológicas. Comúnmente acontecen al final de un ciclo sísmico: período durante el cual se acumula deformación en el interior de la Tierra que más tarde se liberará repentinamente. Dicha liberación se corresponde con el terremoto, tras el cual la deformación comienza a acumularse nuevamente.

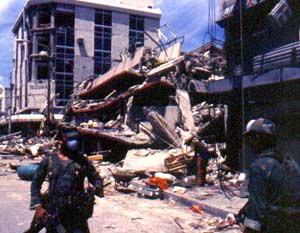
Terremoto de San Salvador de 1986

En un movimiento telúrico se distinguen:
- Hipocentro, zona interior profunda, donde se produce el terremoto.
- Epicentro, área de la superficie que se halla directamente en la vertical del hipocentro, donde con mayor intensidad repercuten las ondas sísmicas.

La probabilidad de ocurrencia de seísmos de una magnitud determinada en una región concreta viene dada por una distribución de Poisson. Así la probabilidad de ocurrencia de k terremotos de magnitud M durante un período T en cierta región está dada por:

{\displaystyle {\mbox{Prob}}(k,T,M)={\frac {1}{k!}}\left({\frac {T}{T_{r}(M)}}\right)^{k}e^{-{\frac {T}{T_{r}(M)}}}}

Donde
{\displaystyle T_{r}(M)\,} es el tiempo de retorno de un terremoto de intensidad M, que coincide con el tiempo medio entre dos seísmos de intensidad M.

## Propagación

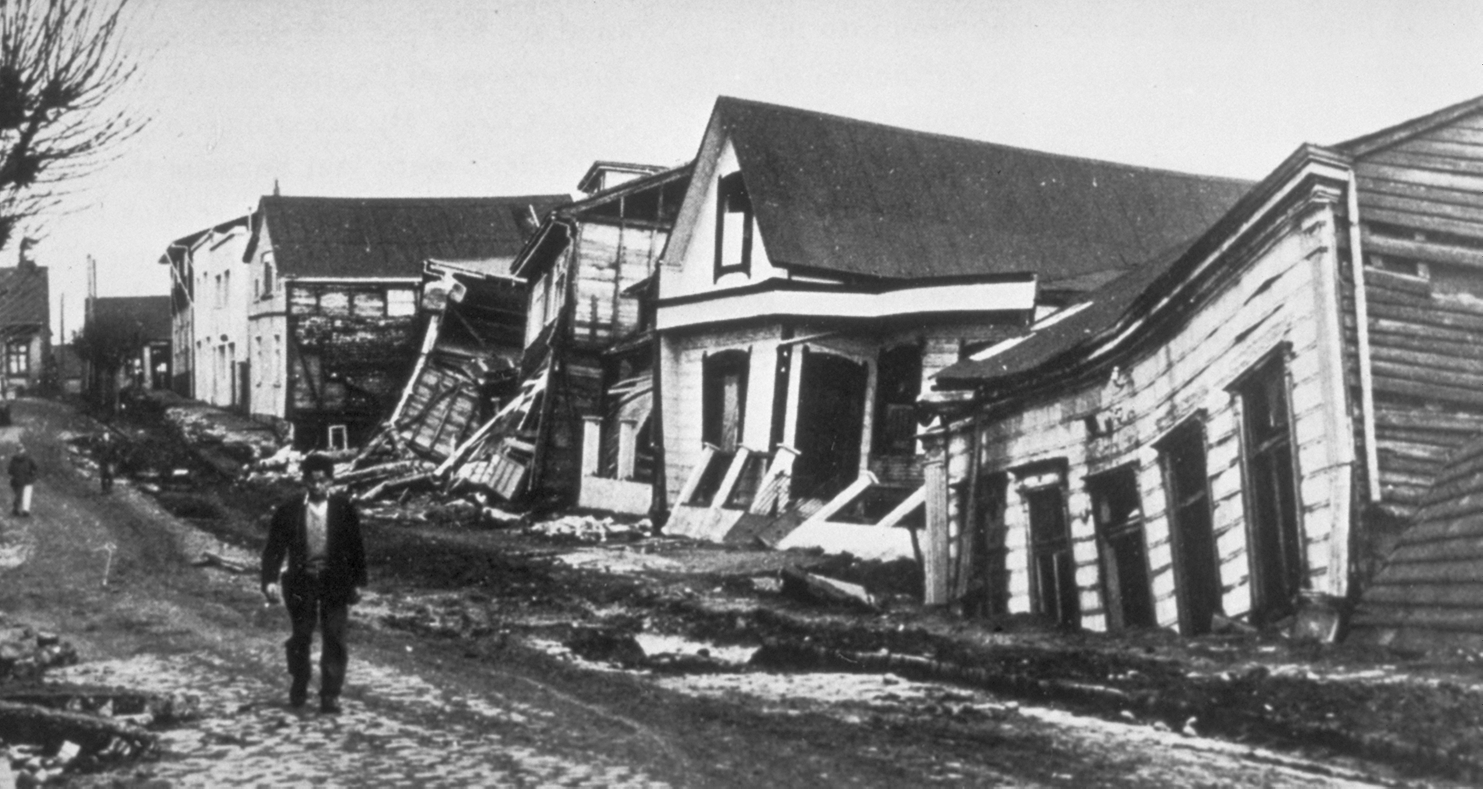
Daños causados por el terremoto del año 1960 en Valdivia, Chile. Es el sismo más fuerte registrado en la historia de la humanidad: 9,5 grados en la escala sismológica de magnitud de momento (MW).

El movimiento sísmico se propaga mediante ondas elásticas (similares a las del sonido) a partir del hipocentro. Las ondas sísmicas son de tres tipos principales:
- Ondas longitudinales, primarias o P. Ondas de cuerpo que se propagan a velocidades de 8 a 13 km/s en el mismo sentido que la vibración de las partículas. Circulan por el interior de la Tierra, donde atraviesan líquidos y sólidos. Son las primeras que registran los aparatos de medición o sismógrafos. De ahí su nombre «P».[cita requerida].

- Ondas transversales, secundarias o S. Son ondas de cuerpo más lentas que las anteriores (entre 4 y 8 km/s). Se propagan perpendicularmente en el sentido de vibración de las partículas. Atraviesan únicamente sólidos. En los sismógrafos se registran en segundo lugar.

- Ondas superficiales. Son las más lentas: 3,5 km/s. Resultan de interacción de las ondas P y S a lo largo de la superficie terrestre. Son las que causan más daños. Se propagan a partir del epicentro. Son similares a las ondas (olas) que se forman sobre la superficie del mar. En los sismógrafos se registran en último lugar.

## Escalas de magnitudes
- Escala magnitud de onda superficial ({\displaystyle M_{s}}).

- Escala magnitud de las ondas de cuerpo ({\displaystyle M_{b}}).

- Escala sismológica de Richter, también conocida como escala de magnitud local (ML), es una escala logarítmica arbitraria en la que se asigna un número para cuantificar el efecto de un terremoto.

- Escala sismológica de magnitud de momento es una escala logarítmica usada para medir y comparar seísmos. Está basada en medición de la energía total que se libera en un terremoto. En 1979 la introdujeron Thomas C. Hanks y Hiroo Kanamori, como sucesora de la escala de Richter.

## Escalas de intensidades
- Escala sismológica de Mercalli, de 12 puntos, desarrollada para evaluar la intensidad de los terremotos según los efectos y daños causados a distintas estructuras. Debe su nombre al físico italiano Giuseppe Mercalli.

- Escala Medvédev-Sponheuer-Kárník, también conocida como escala MSK o MSK-64. Es una escala de intensidad macrosísmica usada para evaluar la fuerza de los movimientos de tierra basándose en los efectos destructivos en construcciones humanas y en cambio de aspecto del terreno, así como en el grado de afectación a la población. Consta de doce grados de intensidad. El más bajo es el número uno. Para evitar el uso de decimales se expresa en números romanos.

- Escala Shindo o escala cerrada de siete, conocida como escala japonesa. Más que en la intensidad del temblor, se centra en cada zona afectada, en rangos entre 0 y 7.

## Efectos de los terremotos

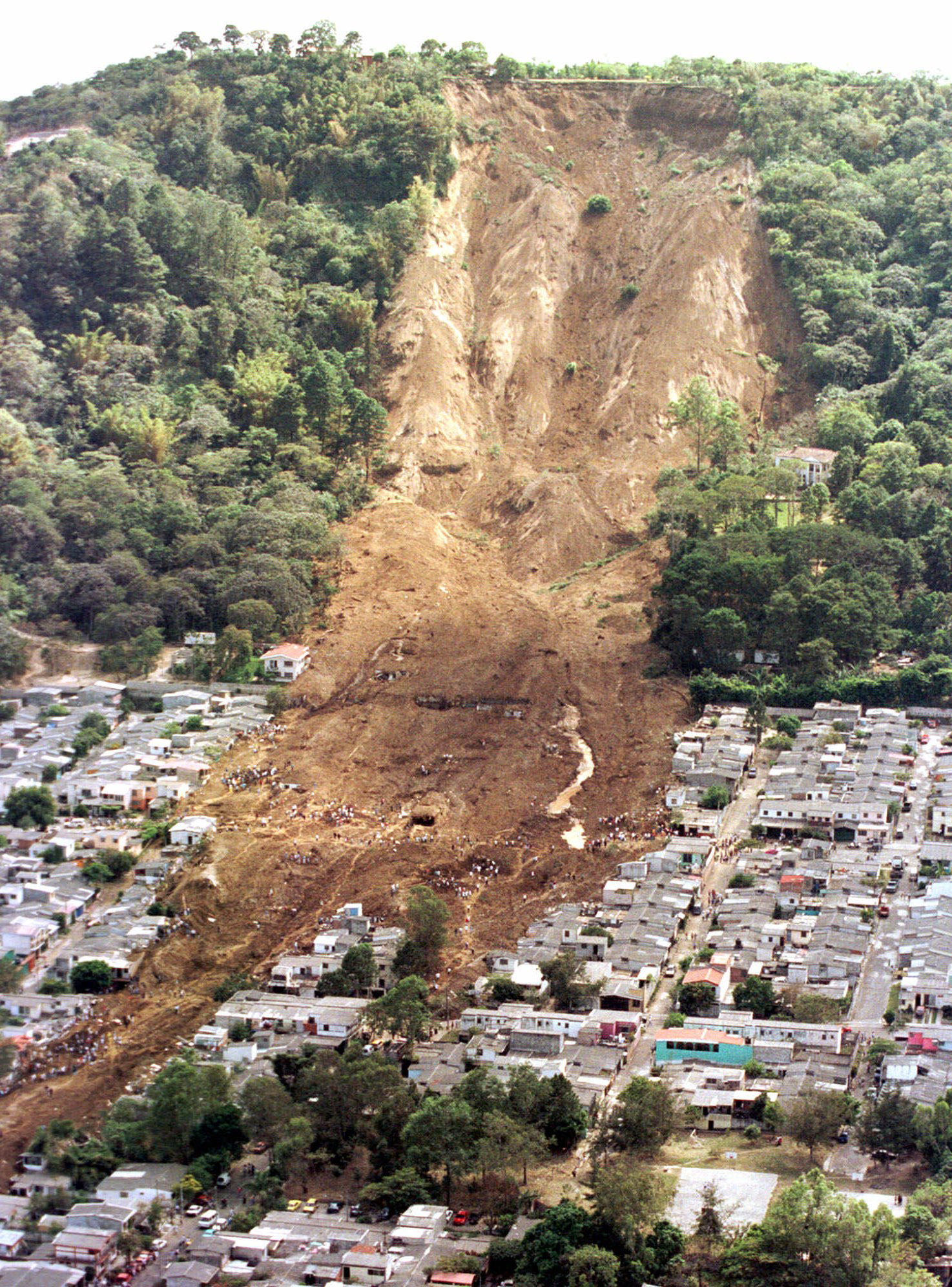
Un corrimiento de tierra provocado por los terremotos de El Salvador de 2001.

Los efectos de un movimiento telúrico pueden ser uno o varios de los que se detallan a continuación:

### Movimiento y ruptura del suelo
Movimiento y ruptura del suelo son los efectos principales de un terremoto en la superficie terrestre, debido al roce de placas tectónicas, lo cual causa daños a edificios o estructuras rígidas que se encuentren en el área afectada por el sismo. Los daños en los edificios dependen de: a) intensidad del movimiento; b) distancia entre la estructura y el epicentro; c) condiciones geológicas y geomorfológicas que permitan mejor propagación de ondas.

### Corrimientos y deslizamientos de tierra
Terremotos, tormentas, actividad volcánica, marejadas y fuego pueden propiciar inestabilidad en los bordes de cerros y de otras elevaciones del terreno, lo cual provoca corrimientos en la tierra.

### Incendios

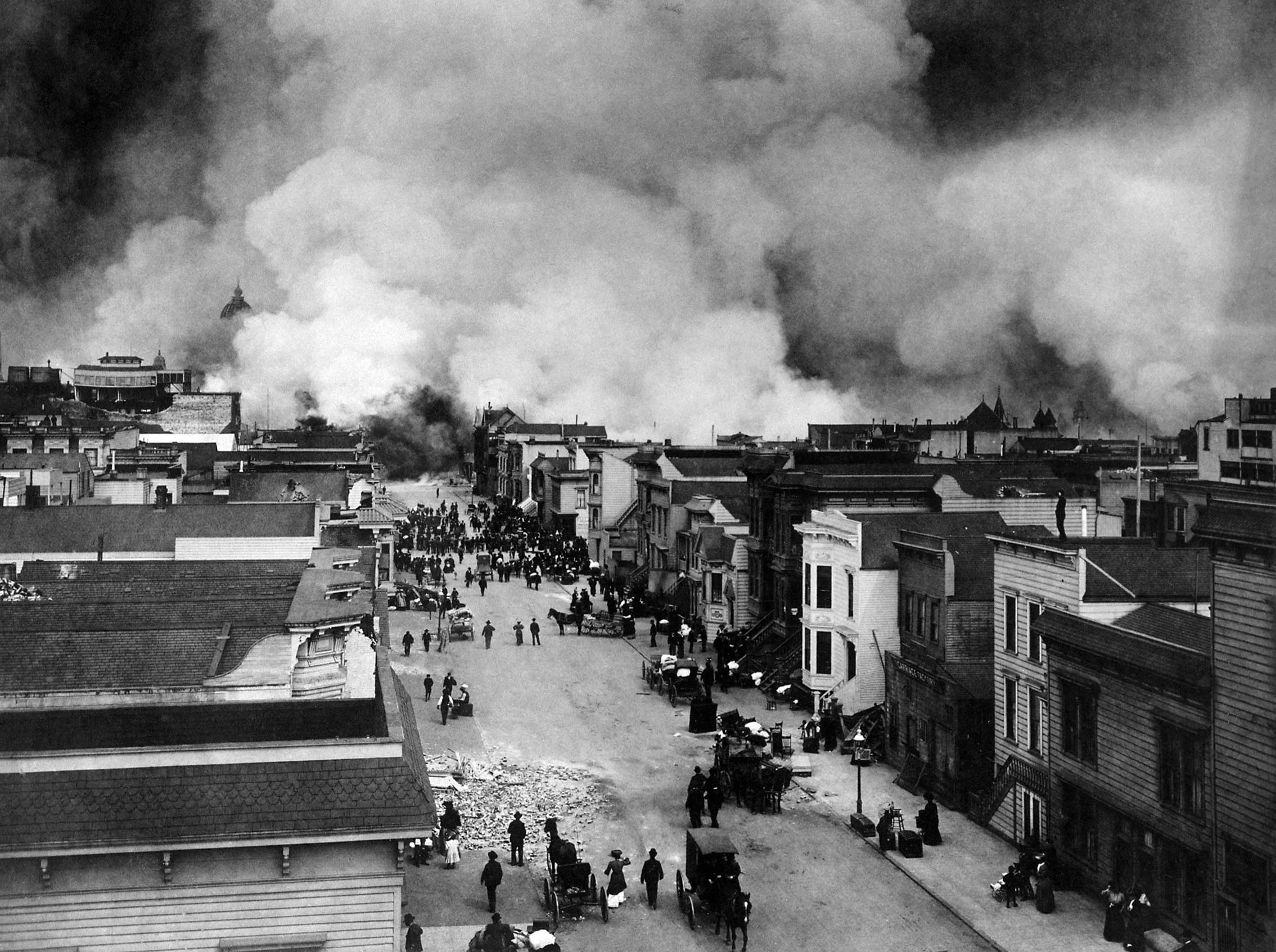
Fuegos causados por el terremoto de 1906 en San Francisco, Estados Unidos.

El fuego puede originarse si no se corta el suministro eléctrico posteriormente a daños en la red de gas de grandes ciudades. Un caso destacado de este tipo de suceso es el terremoto de 1906 en San Francisco, donde los incendios causaron más víctimas que el propio sismo. Más del 80% de San Francisco fue destruida.

### Licuefacción del suelo
La licuefacción ocurre cuando, por causa del movimiento, el agua saturada en material, como arena, temporalmente pierde su cohesión y cambia de estado sólido a líquido. Este fenómeno puede propiciar derrumbe de estructuras rígidas, como edificios y puentes.

### Tsunamis (maremotos)

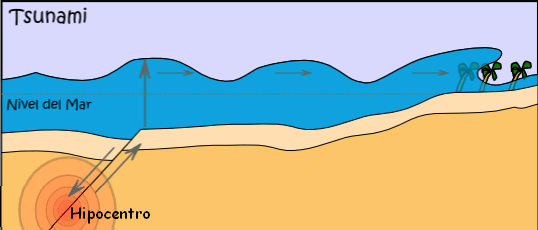
Esquema de un tsunami provocado por un terremoto submarino.

Los tsunamis o maremotos son enormes ondas marinas que al viajar desplazan gran cantidad de agua hacia las costas, y que, en su mayor parte, están producidos por terremotos submarinos. En el mar abierto las distancias entre las crestas de las ondas marinas son cercanas a 100 km. Los períodos varían entre cinco minutos y una hora. Según la profundidad del agua, los tsunamis pueden viajar a velocidades de 600 a 800 km/h. Pueden desplazarse grandes distancias a través del océano, de un continente a otro.
En los tiempos recientes se puede citar como los más graves el terremoto de Valdivia de 1960 en Chile, que es el sismo de mayor magnitud registrado hasta ahora por sismógrafos a nivel mundial, dio lugar a un tsunami y entre ambos mataron a unas 3.000 personas; el terremoto del océano Índico de 2004 y su posterior tsunami que provocaron más de 220.000 muertos (actualmente sigue siendo el desastre natural más mortal del siglo XXI) o el terremoto y tsunami de Japón de 2011 que mató a casi 20.000 personas.

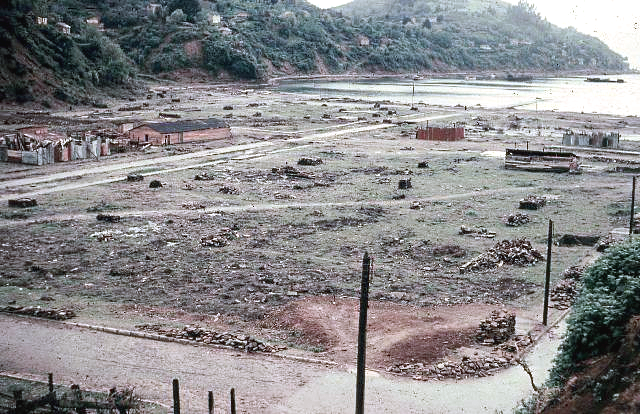
La localidad de Corral fue casi completamente destruido como consecuencia del tsunami provocado por el terremoto de Valdivia de 1960. Murieron unas 3.000 personas entre el terremoto y el maremoto.
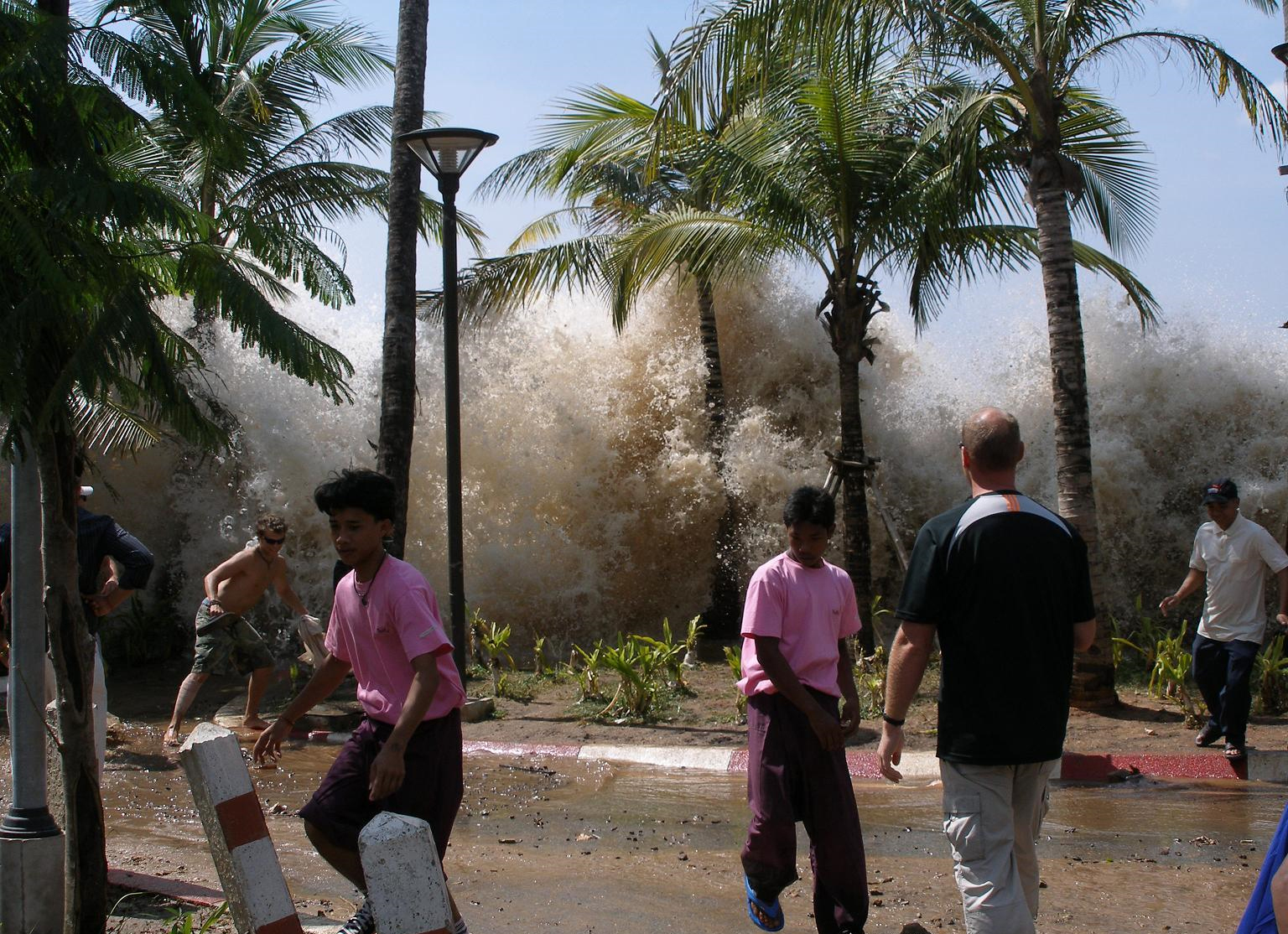
Tsunami provocado por el terremoto del océano Índico de 2004 golpeando en Tailandia. Hubo más de 220.000 fallecidos.
El tsunami provocado por el Terremoto de Tōhoku de 2011 impactando en Miyako. Hubo casi 20.000 muertos.

### Inundaciones
Las inundaciones son creadas rápidamente por el desbordamiento de agua a nivel de tierra cubriendo de agua zonas que habitualmente están libres de esta. Pueden ser efectos secundarios de los terremotos debido al daño que puedan sufrir las presas. Además, pueden crear deslizamiento de tierras en los ríos, los cuales también crean colapso e inundaciones.

### Impactos humanos
Un sismo puede causar lesiones o incluso pérdidas de vidas, daños en las carreteras y puentes, daño general de los bienes, y colapso o desestabilización de edificios. También puede ser el origen de enfermedades, falta de necesidades básicas, y primas de seguros más elevadas.

## Recomendaciones de protección civil

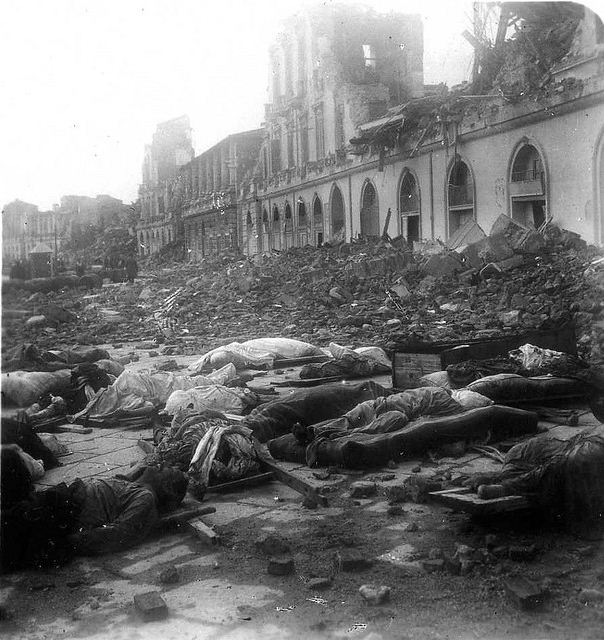
El terremoto y tsunami de Mesina de 1908 se llevó alrededor de 80.000 vidas en Sicilia y Calabria.

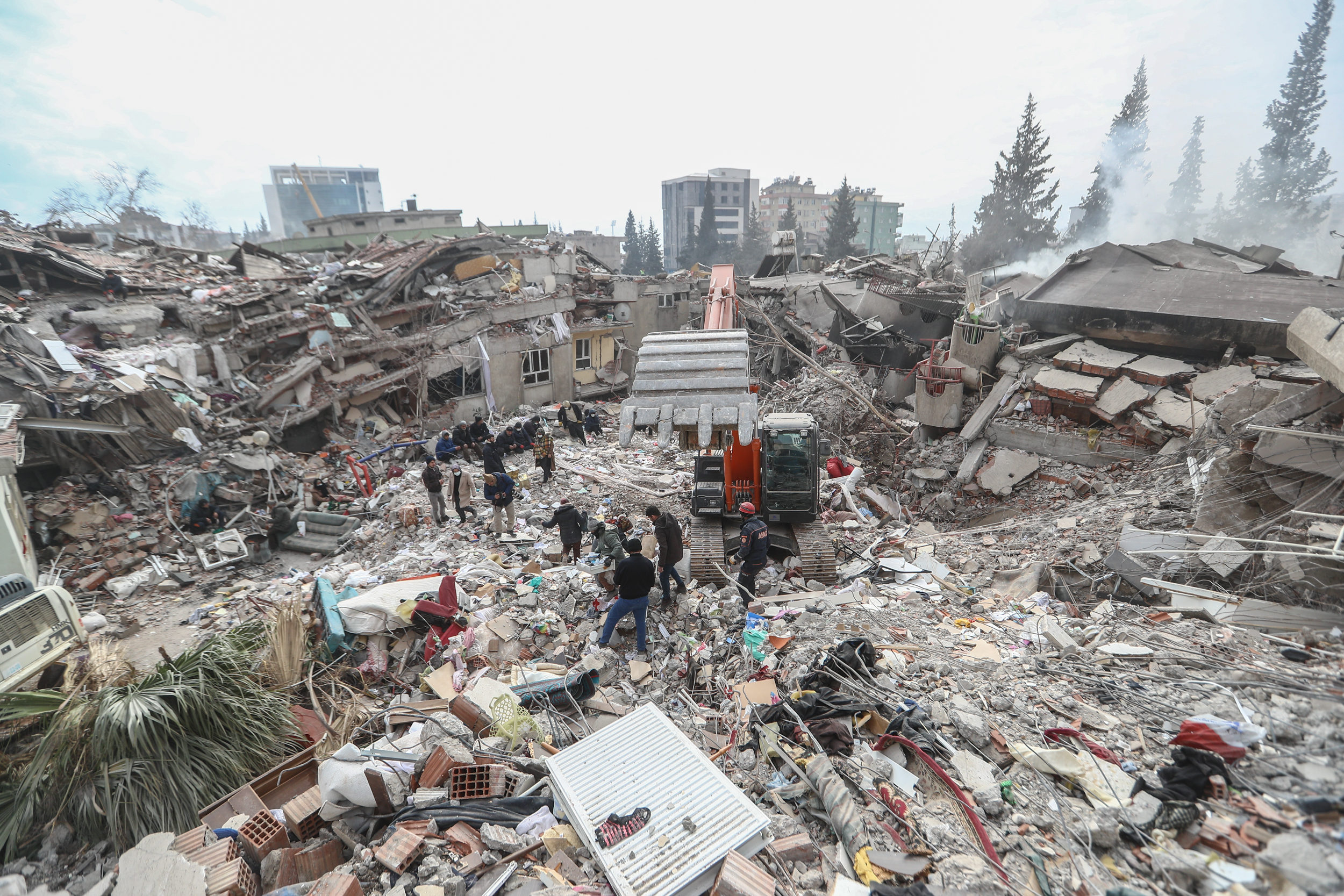
Los terremotos de Turquía y Siria de 2023 provocaron rupturas a lo largo de segmentos de la falla de Anatolia Oriental a velocidades de supercizallamiento; más de 50.000 personas murieron en ambos países.

En caso de terremoto, protección civil ofrece las siguientes recomendaciones:
- Si está en el interior de un edificio, es importante:
  - Buscar refugio a un lado (nunca debajo) de los dinteles de las puertas o también a un lado de algún mueble sólido, como mesas o escritorios, o bien junto a un pilar (columna vertical) o pared maestra muy sólida.
  - Mantenerse alejado de ventanas, cristaleras, vitrinas, tabiques y objetos que puedan caer y golpearle.
  - No utilizar el ascensor, ya que los efectos del terremoto podrían provocar su desplome o quedar atrapado en su interior. Colocarse al lado de la caja de concreto del ascensor sin ingresar a este.
  - Utilizar linternas para el alumbrado y evitar el uso de velas, cerillas, o cualquier tipo de llama durante o inmediatamente después del temblor, que puedan provocar explosión o incendio.

- Si se encuentra en el exterior, es conveniente:
  - Ir hacia un área abierta, alejada de edificios dañados. Después de un gran terremoto, siguen otros más pequeños, denominados réplicas, que pueden ser suficientemente fuertes como para causar destrozos adicionales.
  - Procurar no acercarse ni penetrar en edificios dañados. El peligro mayor por caída de escombros, revestimientos, cristales, etc., está en la vertical de las fachadas.[14]
  - Si se está circulando en coche, es aconsejable detener el vehículo, prender las luces  de emergencia, salir de este y colocarse al lado, así como tener la precaución de alejarse de puentes, postes eléctricos, edificios degradados o zonas de desprendimientos.
- Posterior al terremoto:[15]
  - Si se requiere comunicar con amigos o familiares, utilizar mensajes de texto por celular, chat, correos electrónicos o internet en general. El exceso de llamadas puede congestionar las redes celulares y fijas.

## Predicción
La predicción de terremotos es una rama de la sismología así como la magnitud de terremotos futuros, dentro de determinados límites de precisión. Algunos autores distinguen la predicción de un terremoto futuro específico del pronóstico probabilístico de la ocurrencia de un evento sísmico de magnitud dada en un lugar y momento determinados. A pesar de considerables esfuerzos en investigación por parte de sismólogos, no se pueden hacer predicciones científicamente reproducibles para un día o mes específico. No obstante, en las primeras décadas del siglo XXI han surgido líneas de investigación promisorias, particularmente en el campo de los precursores electromagnéticos. Por otra parte, en el caso de los mapas de evaluación del peligro sísmico de fallas estudiadas, es posible estimar que la probabilidad de que un terremoto de un tamaño dado afectará un lugar determinado durante un cierto número de años. A finales del siglo XX, la capacidad general para predecir terremotos, ya sea en forma individual o en una base estadística, aún se consideraba remota.

## Los diez terremotos de mayor magnitud de la historia reciente

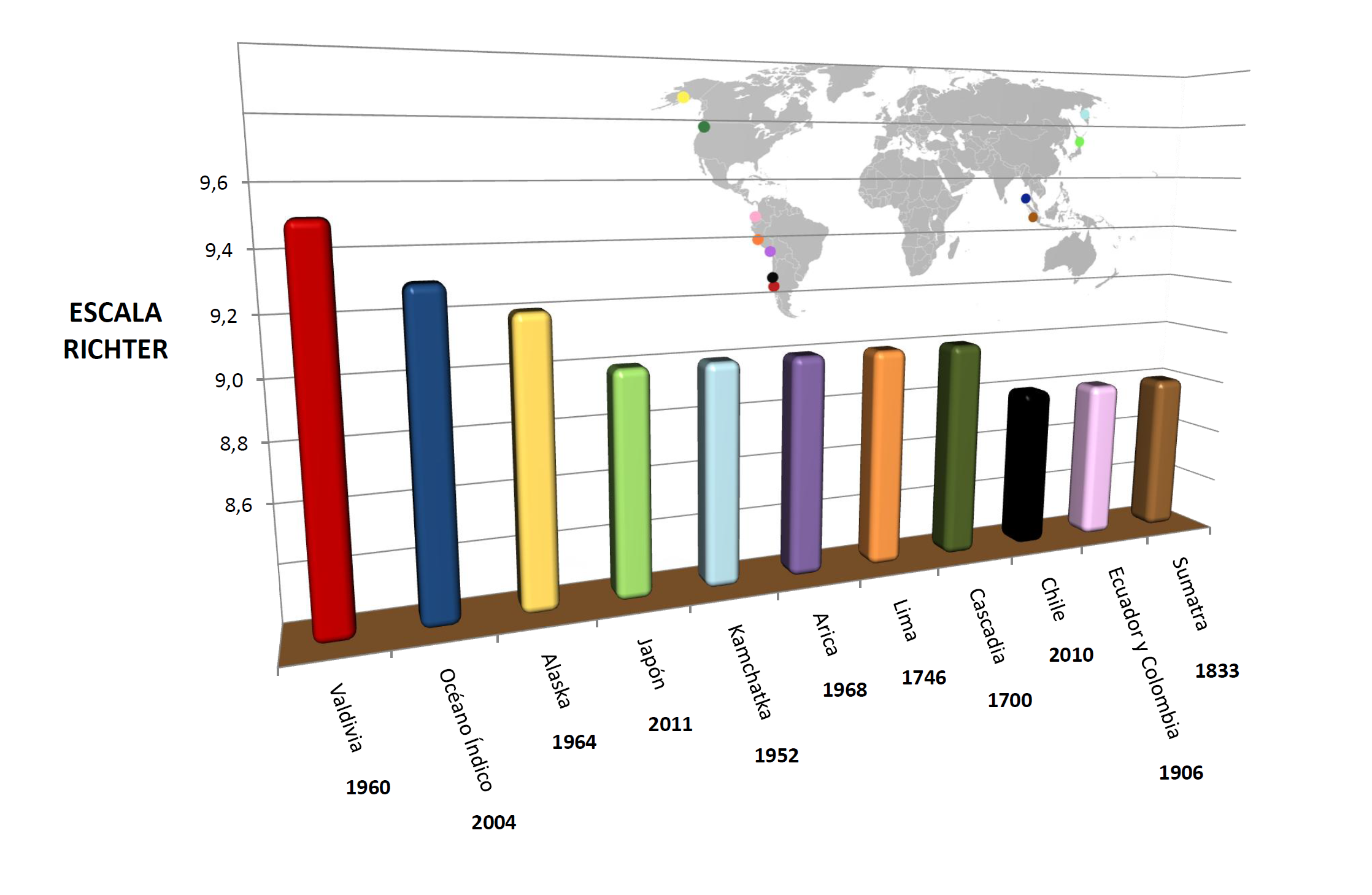
Terremotos de mayor magnitud en la historia.

| N.º | Fecha y hora UTC               | Magnitud | Nombre                                | País                                                                                  | Lugar y coordenadas                                                                             | Muertes         |
| --- | ------------------------------ | -------- | ------------------------------------- | ------------------------------------------------------------------------------------- | ----------------------------------------------------------------------------------------------- | --------------- |
| 1   | 22 de mayo de 1960, 15:11      | 9,5 MW   | Terremoto de Valdivia de 1960         | Chile                                                                                 | Valdivia, Región de los Ríos38°14′24″S 73°3′0″O / -38.24000, -73.05000                          | 1655 a 2000     |
| 2   | 26 de diciembre de 2004, 07:58 | 9,3 MW   | Terremoto del océano Índico de 2004   | Indonesia                                                                             | Frente al norte de la isla de Sumatra                                                           | 230 270         |
| 3   | 27 de marzo de 1964, 17:36     | 9,2 MW   | Terremoto de Alaska de 1964           | Estados Unidos                                                                        | Anchorage, Alaska 61°N 148°O / 61, -148                                                         | 128             |
| 4   | 11 de marzo de 2011, 14:46     | 9,1 MW   | Terremoto y maremoto de Japón de 2011 | Japón                                                                                 | Costa Este de la Región de Tōhoku, Honshū 38°19′19.20″N 142°22′8.40″E / 38.3220000, 142.3690000 | 15 897          |
| 5   | 4 de noviembre de 1952, 16:58  | 9,0 MW   | Terremoto de Kamchatka de 1952        | Unión Soviética (actual Rusia)                                                        | Península de Kamchatka 52°48′N 159°30′E / 52.800, 159.500                                       | 2366            |
| 6   | 13 de agosto de 1868, 21:30    | 9,0 MW   | Terremoto de Arica de 1868            | Perú (actual Chile)                                                                   | Arica 18°36′S 71°0′O / -18.600, -71.000                                                         | 693             |
| 7   | 28 de octubre de 1746, 22:30   | 9,0 MW   | Terremoto de Lima de 1746             | Virreinato del Perú, parte del Imperio español (actual Perú)                          | Lima y Callao 11°21′00″S 77°16′48″O / -11.35000, -77.28000                                      | 15 000 a 20 000 |
| 8   | 26 de enero de 1700, 21:30     | 9,0 MW   | Terremoto de Cascadia de 1700         | Noroeste del Pacífico, parte del Imperio británico (actuales Estados Unidos y Canadá) | California, Oregón, Washington y Columbia Británica                                             | Sin datos       |
| 9   | 29 de julio de 2025, 11:24     | 8,8 MW   | Terremoto de Kamchatka de 2025        | Rusia                                                                                 | Península de Kamchatka 52°51′N 160°26′E / 52.850, 160.433                                       | Sin datos       |
| 10  | 27 de febrero de 2010, 03:34   | 8,8 MW   | Terremoto de Chile de 2010            | Chile                                                                                 | Cobquecura, Región del Biobío (actual Ñuble) 35°50′45.6″S 72°42′57.6″O / -35.846000, -72.716000 | 525             |

## Terremotos más fuertes delsigloXXI
| Fecha                    | Magnitud | Nombre                                               | País      | Lugar                                       |
| ------------------------ | -------- | ---------------------------------------------------- | --------- | ------------------------------------------- |
| 26 de diciembre de 2004  | 9,3 Mw   | Terremoto del océano Índico de 2004                  | Indonesia | Frente al norte de la isla de Sumatra       |
| 11 de marzo de 2011      | 9,1 Mw   | Terremoto de la costa del Pacífico de Tōhoku de 2011 | Japón     | Tōhoku                                      |
| 29 de julio de 2025      | 8,8 Mw   | Terremoto de la península de Kamchatka de 2025       | Rusia     | Frente a la península de Kamchatka          |
| 27 de febrero de 2010    | 8,8 Mw   | Terremoto de Chile de 2010                           | Chile     | Bio-Bío                                     |
| 11 de abril de 2012      | 8,6 Mw   | Terremoto del océano Índico de 2012                  | Indonesia | Aceh                                        |
| 28 de marzo de 2005      | 8,6 Mw   | Terremoto de Sumatra de 2005                         | Indonesia | Frente al norte de la isla de Sumatra       |
| 16 de septiembre de 2015 | 8,4 Mw   | Terremoto de Coquimbo de 2015                        | Chile     | Coquimbo                                    |
| 23 de junio de 2001      | 8,4 Mw   | Terremoto del sur del Perú de 2001                   | Perú      | Departamentos de Arequipa, Moquegua y Tacna |
| 24 de mayo de 2013       | 8,3 Mw   | Terremoto del mar de Ojotsk de 2013                  | Rusia     | Ojotsk                                      |
| 29 de septiembre de 2009 | 8,3 Mw   | Terremoto de Samoa de 2009                           | Samoa     | Costas de Samoa                             |
| 7 de septiembre de 2017  | 8,2 Mw   | Terremoto de Chiapas de 2017                         | México    | Costas de Chiapas                           |

- Nota: En Chile y Japón se han producido los terremotos más fuertes de la década de 2010.

## Otras referencias
- Cova, F., & Rincón, P. (2010). El terremoto y tsunami del 27-F y sus efectos en la salud mental. Terapia Psicológica, 28(2), 179-185.
- Solares, J. M. M., & de la Torre, Fernando Rodríguez. (2001). Los efectos en España del terremoto de lisboa (1 de noviembre de 1755)